# Szécsényi kistérség
A Szécsényi kistérség kistérség Nógrád megyében, központja: Szécsény.

## Települései
| Endrefalva   | Hollókő         | Ludányhalászi | Magyargéc | Nagylóc |
| Nógrádmegyer | Nógrádsipek     | Nógrádszakál  | Piliny    | Rimóc   |
| Szécsény     | Szécsényfelfalu | Varsány       |           |         |

## Nevezetességei
- Hollókő ófalu és táji környezete az UNESCO világörökség része (1987)